# Site d'émission du puy de Dôme

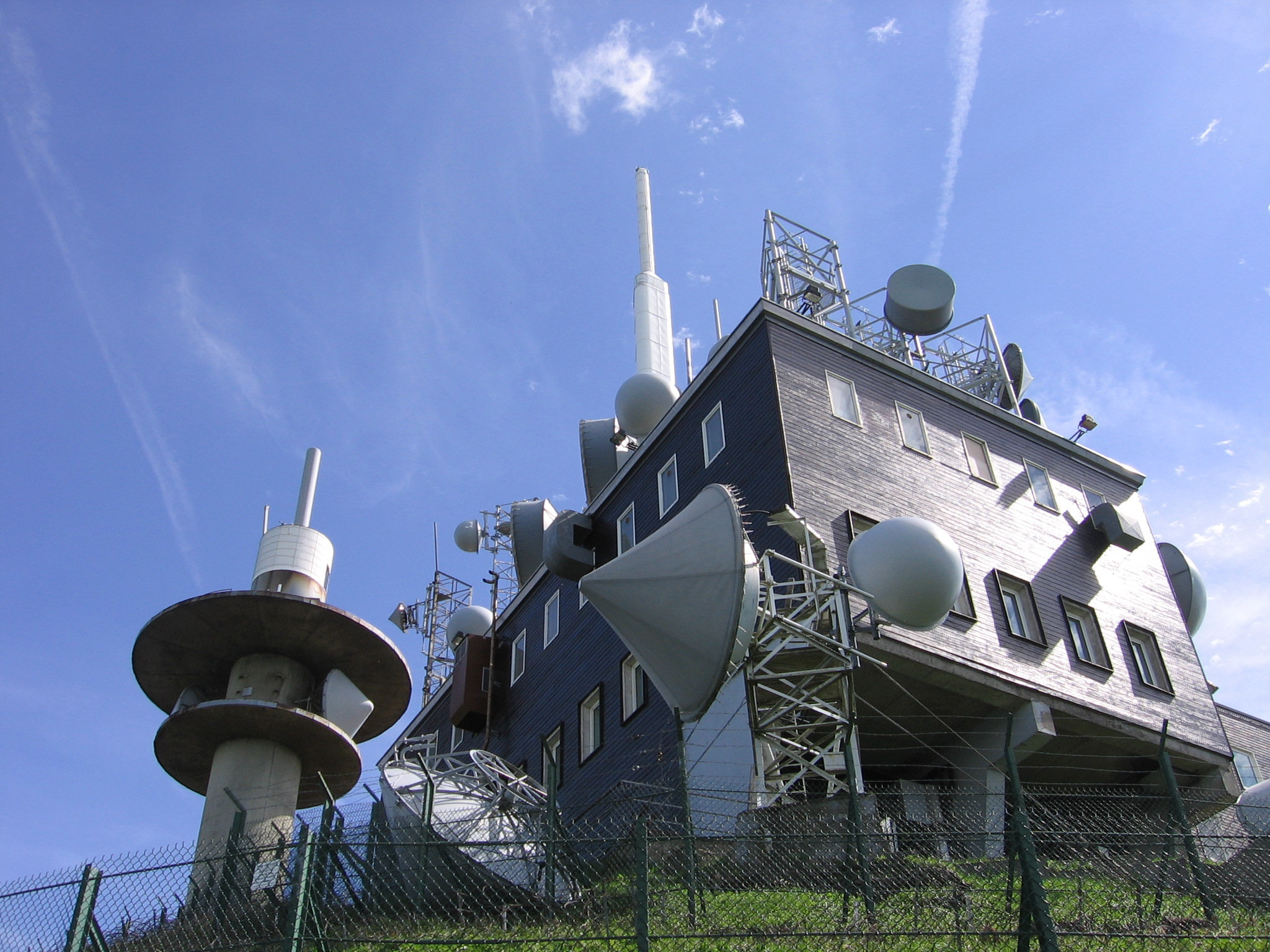
Bâtiment regroupant les émetteurs.

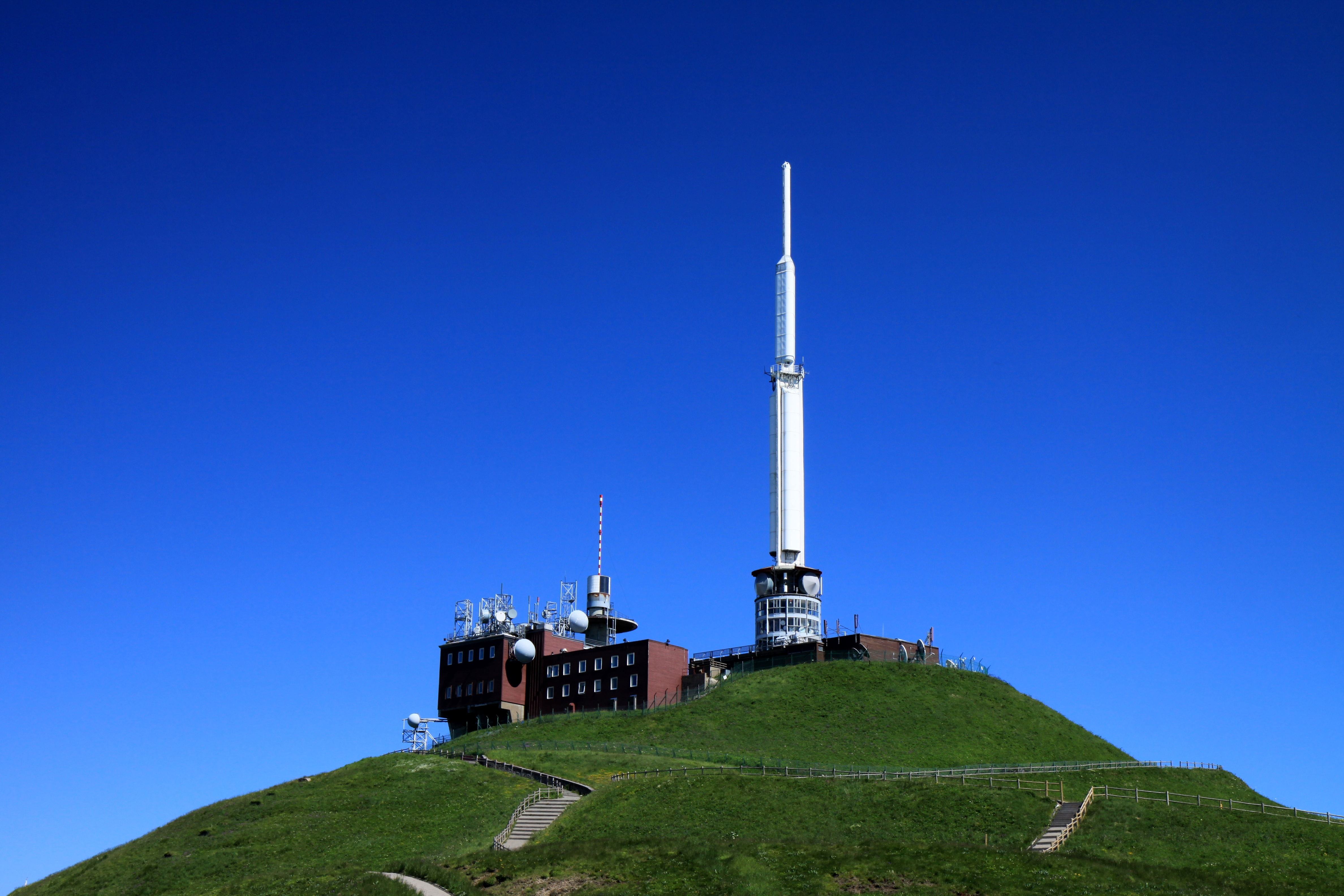
Laboratoire et pylône de TDF.

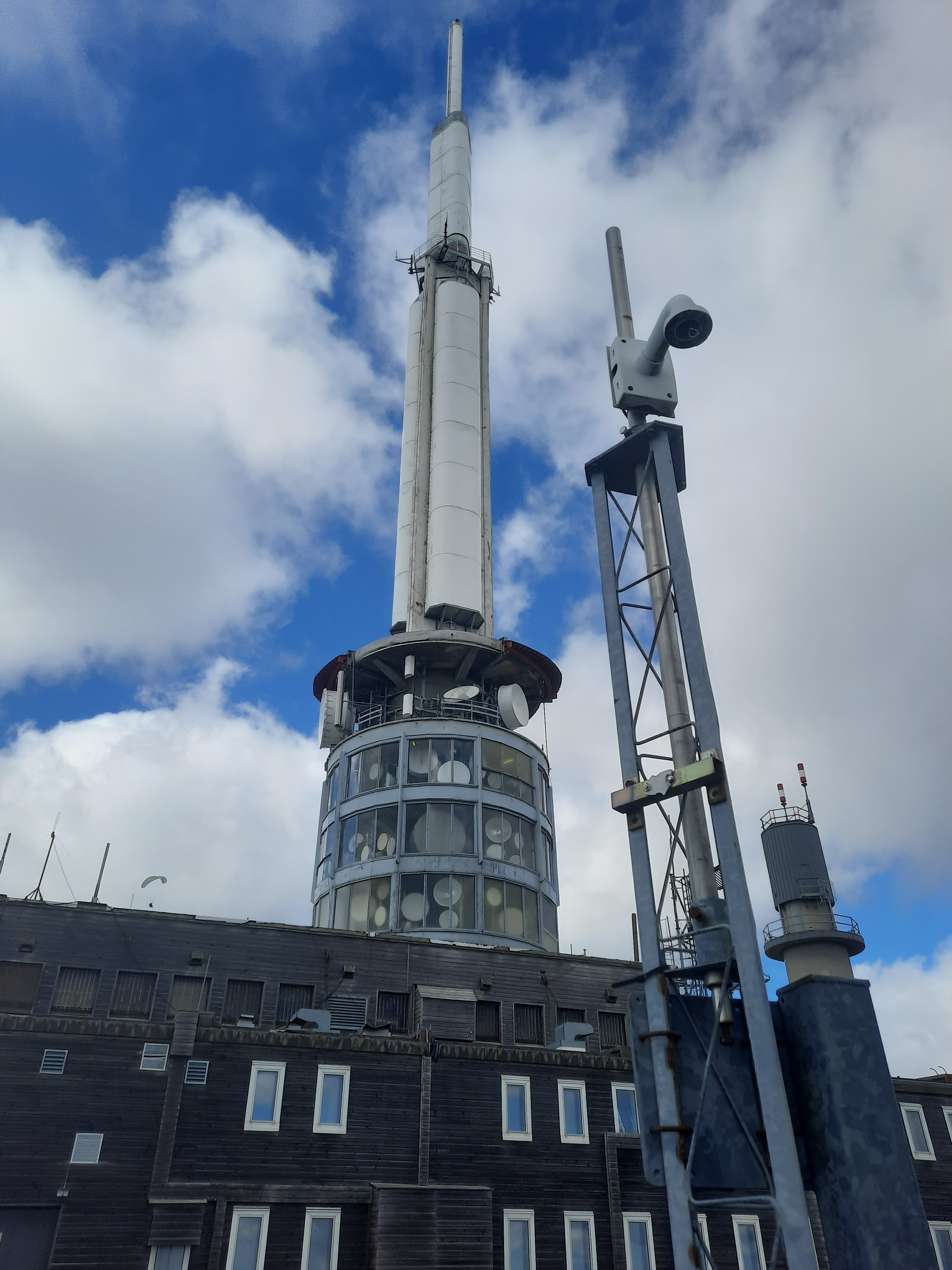
Pylône TDF depuis le toit de l'OPGC.

Le site d'émission du puy de Dôme est une installation servant à la TNT, la FM et possédant quelques relais pour la téléphonie mobile, les faisceaux hertziens, le haut débit et les communications mobiles privées (PMR). Il est situé sur le puy de Dôme, à Orcines, couvrant une grande partie de la région Auvergne-Rhône-Alpes; il est exploité par l'opérateur TDF, composant d'une tour hertzienne mesurant 99 mètres de haut.

## Télévision
Source : "Liste des anciens émetteurs de télévision français" (fichier PDF)

### Télévision numérique terrestre (TNT)
| LCN               | Chaîne                                                       | Multiplex | Canal | Puissance (PAR) | Diffuseur |
| ----------------- | ------------------------------------------------------------ | --------- | ----- | --------------- | --------- |
| 2 3 4 16          | France 2 France 3 Auvergne France 4 France Info              | R1        | 25H   | 50 kW           | TDF       |
| 12 13 14 17 18 19 | Gulli BFM TV CNews CStar T18 Novo 19                         | R2        | 47H   | 50 kW           | TDF       |
| 5 6 7 9 22 26     | France 5 M6 Arte W9 6ter Paris Première                      | R4        | 30H   | 50 kW           | TDF       |
| 1 8 10 11 15      | TF1 LCP TMC TFX LCI                                          | R6        | 28H   | 50 kW           | TDF       |
| 20 21 23 24 25    | TF1 Séries Films L'Équipe RMC Story RMC Découverte Chérie 25 | R7        | 29H   | 50 kW           | TDF       |
| 52 53             | France 2 UHD Test UHD                                        | R9        | 41H   | 200 W           | TDF       |

Source : Emetteurs TNT dans le Puy-de-Dôme sur le forum de tvnt.net (consulté le 13 avril 2017).

Télévision analogique
La télévision analogique, en Auvergne, s'est arrêtée le 10 mai 2011 sauf pour Canal+ qui avait déjà arrêtée la diffusion de ses programmes en analogique le 2 juin 2010.
| Chaîne                                    | Canal | Puissance (PAR) |
| ----------------------------------------- | ----- | --------------- |
| TF1                                       | 22H   | 330 kW          |
| France 2                                  | 28H   | 330 kW          |
| France 3 Auvergne                         | 25H   | 330 kW          |
| Canal+                                    | 5H    | 200 kW          |
| France 5 (de 3h à 19h) Arte (de 19h à 3h) | 30H   | 100 kW          |
| M6                                        | 33H   | 100 kW          |

## FM
| Fréquence | Station             | Catégorie      | RDS (PS) |
| --------- | ------------------- | -------------- | -------- |
| 90.4      | France Inter        | Service public | __INTER_ |
| 95.5      | France Musique      | Service public | _MUSIQUE |
| 98.4      | France Culture      | Service public | _CULTURE |
| 102.5     | ici Pays d'Auvergne | Service public | ICIAUVER |
| 105.5     | France Info         | Service public | __INFO__ |

## Téléphonie mobile
Sur le bâtiment du site d'émission sont installés des relais pour les 4 principaux opérateurs français.
| Opérateur        | 2G  | 3G  | 4G  | FH  |
| ---------------- | --- | --- | --- | --- |
| Orange           | Oui | Non | Oui | Oui |
| SFR              | Oui | Oui | Oui | Oui |
| Bouygues Telecom | Oui | Oui | Oui | Oui |
| Free             | Non | Oui | Oui | Oui |

Source : Situation géographique du site sur cartoradio.fr (consulté le 13 avril 2017).

## Autres transmissions
| Opérateur            | Utilisation                        | Pylône                 |
| -------------------- | ---------------------------------- | ---------------------- |
| Direction des Routes | Faisceau hertzien                  | Sur la tour hertzienne |
| IFW (WiMAX)          | BLR de 3 GHz                       | Sur la tour hertzienne |
| TDF                  | Faisceau hertzien                  | Sur la tour hertzienne |
| E*Message            | Radiomessagerie unilatérale POCSAG | Sur le bâtiment        |

Source : Situation géographique du site sur cartoradio.fr (consulté le 13 avril 2017).

## Photos du site
- Galerie de photos sur le site de tvignaud (consulté le 13 avril 2017).
- Photos sur annuaireradio.fr (consulté le 13 avril 2017).